# Comté de Camden (New Jersey)
Pour les articles homonymes, voir Comté de Camden.
Le comté de Camden est un comté situé dans l'État du New Jersey, aux États-Unis. Son chef-lieu est Camden. Sa population était de 523 485 habitants en 2020. Il fait partie de la région de la Vallée du Delaware.

## Comtés adjacents
- Comté de Burlington, New Jersey - est
- Comté d'Atlantic, New Jersey - sud-est
- Comté de Gloucester (New Jersey) - ouest
- Comté de Philadelphie, Pennsylvanie - nord-ouest